# Distoechodon tumirostris
Distoechodon tumirostris és una espècie de peix cipriniforme de la família dels ciprínids.

## Morfologia
- Els mascles poden assolir 11 cm de longitud total.[4][5]

## Hàbitat
És un peix d'aigua dolça i de clima subtropical que viu entre 10-20 m de fondària.

## Distribució geogràfica
Es troba a Àsia: la Xina i Taiwan.